# Vstupní draft NHL 2023
Vstupní draft NHL 2023 byl 61. vstupním draftem v historii NHL. Konal se od 28. června do 29. června 2023 v Bridgestone Aréně v Nashvillu, v USA (v domácí aréně týmu Nashville Predators).

## Způsobilost
Hokejisté narození mezi 1. lednem 2003 a 15. zářím 2005 mohli být vybráni do NHL v rámci draftu v roce 2023. Kromě toho se mohli do draftu přihlásit i nedraftovaní hráči, kteří se narodili v roce 2002 a hráči, kteří byli draftování v roce 2021, ale nepodepsali smlouvu s týmem NHL. Hráči, kteří se narodili po 30. červnu 2003, se mohli do draftu přihlásit znovu.

## Loterie draftu
Od sezóny 2014/15 NHL změnila systém výběru, který se používal v předchozích letech. Podle nového systému se šance na vítězství v draftové loterii pro čtyři nejhůře umístěné týmy v lize snížily, zatímco šance pro ostatní týmy, které nehrají play-off, se zvýšily. Vzhledem k tomu, že liga před sezónou 2021/22 snížila počet losování, jsou počínaje draftem 2021 první dva výběry celkově udělovány po dvou kolech a od loterie 2022 se týmy, které vyhráli jedno ze dvou losování, mohou posunout v pořadí draftu maximálně o deset míst a tým směl vyhrát loterii pouze dvakrát během pěti let. Loterie se konala 9. května 2023.
| Označuje tým, který celkově zvítězil jako první |
| Označuje tým, který celkově zvítězil jako druhý |
| Označuje týmy, které nevyhrály loterii.         |

| Tým          | 1.    | 2.    | 3.    | 4.    | 5.    | 6.    | 7.    | 8.    | 9.    | 10.   | 11.   | 12.   | 13.   | 14.   | 15.   |       |
| ------------ | ----- | ----- | ----- | ----- | ----- | ----- | ----- | ----- | ----- | ----- | ----- | ----- | ----- | ----- | ----- | ----- |
| Anaheim      | 25.5% | 18.8% | 55.7% |       |       |       |       |       |       |       |       |       |       |       |       |       |
| Columbus     | 13.5% | 14.1% | 30.7% | 41.7% |       |       |       |       |       |       |       |       |       |       |       |       |
| Chicago      | 11.5% | 11.2% | 7.8%  | 39.7% | 29.8% |       |       |       |       |       |       |       |       |       |       |       |
| San Jose     | 9.5%  | 9.5%  | 0.3%  | 15.4% | 44.6% | 20.8% |       |       |       |       |       |       |       |       |       |       |
| Montreal     | 8.5%  | 8.6%  | 0.3%  |       | 24.5% | 44.0% | 14.2% |       |       |       |       |       |       |       |       |       |
| Arizona      | 7.5%  | 7.7%  | 0.2%  |       |       | 34.1% | 41.4% | 9.1%  |       |       |       |       |       |       |       |       |
| Philadelphia | 6.5%  | 6.7%  | 0.2%  |       |       |       | 44.4% | 36.5% | 5.6%  |       |       |       |       |       |       |       |
| Washington   | 6.0%  | 6.2%  | 0.2%  |       |       |       |       | 54.4% | 30.0% | 3.2%  |       |       |       |       |       |       |
| Detroit      | 5.0%  | 5.2%  | 0.2%  |       |       |       |       |       | 64.4% | 23.5% | 1.7%  |       |       |       |       |       |
| St. Louis    | 3.5%  | 3.7%  | 0.1%  |       |       |       |       |       |       | 73.3% | 18.4% | 0.9%  |       |       |       |       |
| Vancouver    | 3.0%  | 3.2%  | 0.1%  |       |       |       |       |       |       |       | 79.9% | 13.4% | 0.5%  |       |       |       |
| Ottawa       |       | 5.3%  |       |       |       |       |       |       |       |       |       | 85.7% | 8.9%  | 0.2%  |       |       |
| Buffalo      |       |       | 4.3%  |       |       |       |       |       |       |       |       |       | 90.7% | 5.1%  | >0.0% |       |
| Pittsburgh   |       |       |       | 3.1%  |       |       |       |       |       |       |       |       |       | 94.7% | 2.1%  | >0.0% |
| Nashville    |       |       |       |       | 1.1%  |       |       |       |       |       |       |       |       |       | 97.9% | 1.1%  |
| Calgary      |       |       |       |       |       | 1.0%  |       |       |       |       |       |       |       |       |       | 98.9% |

## Největší naděje

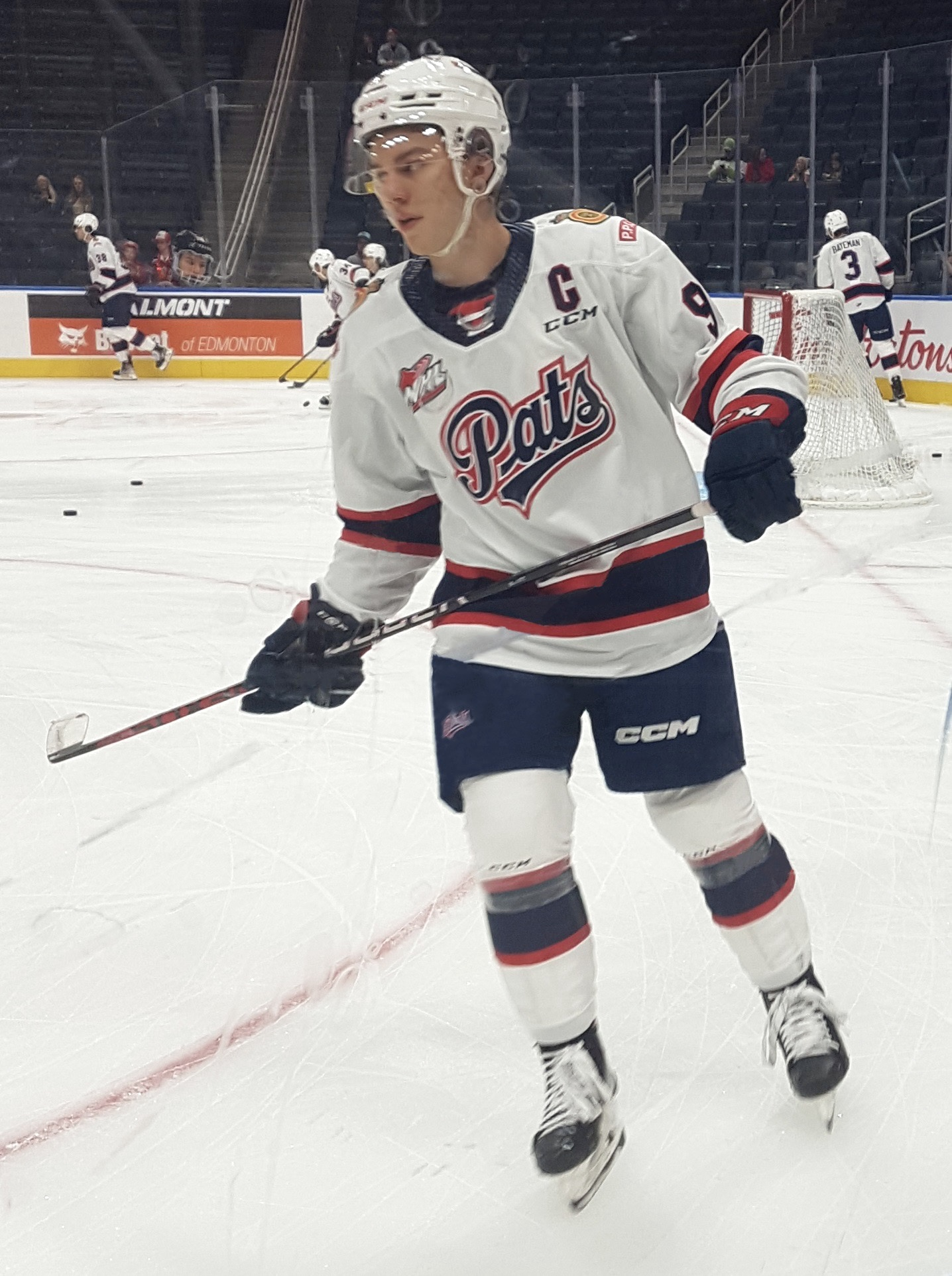
Connor Bedard, celková jednička draftu.

Zdroj: Pořadí NHL Central Scouting (18. dubna 2023).
| Pořadí | Severoameričtí hokejisté | Evropští hokejisté       |
| ------ | ------------------------ | ------------------------ |
| 1      | Connor Bedard (C)        | Leo Carlsson (C)         |
| 2      | Adam Fantilli (C)        | Matvej Mičkov (PK)       |
| 3      | William Smith (C)        | Dalibor Dvorský (C)      |
| 4      | Matthew Wood (PK)        | Eduard Šalé (LK)         |
| 5      | Ryan Leonard (PK)        | David Reinbacher (O)     |
| 6      | Zachary Benson (LK)      | Otto Stenberg (C)        |
| 7      | Nate Danielson (C)       | Axel Sandin-Pellikka (O) |
| 8      | Oliver Honzek (C)        | Lenni Hämeenaho (PK)     |
| 9      | Samuel Honzek (LK)       | Danil But (LK)           |
| 10     | Gabriel Perreault (PK)   | Mikhail Guljajev (O)     |

| Pořadí | Severoameričtí brankáři | Evropští brakáři   |
| ------ | ----------------------- | ------------------ |
| 1      | Carson Bjarnason        | Alexander Hellnemo |
| 2      | Michael Hrabal          | Juha Jatkola       |
| 3      | Trey Augustine          | Ian Blomquist      |

## Výběry v jednotlivých kolech
Pořadí draftu 2023 bude upřesněno po skončení play-off Stanley Cupu 2023. Některé týmy si však již vyměnily volby pro tento draft prostřednictvím výměny. Tyto výběry jsou uvedeny níže.

### První kolo
| #  | Hráč                     | Národnost              | Tým NHL                                           | Studentský/juniorský/klubový tým |
| -- | ------------------------ | ---------------------- | ------------------------------------------------- | -------------------------------- |
| 1  | Connor Bedard (C)        | Kanada                 | Chicago Blackhawks                                | Regina Pats (WHL)                |
| 2  | Leo Carlsson (C)         | Švédsko                | Anaheim Ducks                                     | Örebro HK (SHL)                  |
| 3  | Adam Fantilli (C)        | Kanada                 | Columbus Blue Jackets                             | Michigan Wolverines (Big Ten)    |
| 4  | William Smith (C)        | Spojené státy americké | San Jose Sharks                                   | USA NTDP (USHL)                  |
| 5  | David Reinbacher (O)     | Rakousko               | Montreal Canadiens                                | EHC Kloten (NLA)                 |
| 6  | Dmitrij Simašev (O)      | Rusko                  | Arizona Coyotes                                   | Lokomotiv Jaroslavl (MHL)        |
| 7  | Matvej Mičkov (PK)       | Rusko                  | Philadelphia Flyers                               | SKA Petrohrad (KHL)              |
| 8  | Ryan Leonard (PK)        | Spojené státy americké | Washington Capitals                               | USA NTDP (USHL)                  |
| 9  | Nate Danielson (C)       | Kanada                 | Detroit Red Wings                                 | Brandon Wheat Kings (WHL)        |
| 10 | Dalibor Dvorský (C)      | Slovensko              | St. Louis Blues                                   | AIK IF (Allsv)                   |
| 11 | Tom Willander (O)        | Švédsko                | Vancouver Canucks                                 | Rögle BK (J20 Nationell)         |
| 12 | Daniil But (LK)          | Rusko                  | Arizona Coyotes od (Ottawy)                       | Lokomotiv Jaroslavl (KHL)        |
| 13 | Zach Benson (LK)         | Kanada                 | Buffalo Sabres                                    | Winnipeg Ice (WHL)               |
| 14 | Brayden Yager (C)        | Kanada                 | Pittsburgh Penguins                               | Moose Jaw Warriors (WHL)         |
| 15 | Matthew Wood (LK)        | Kanada                 | Nashville Predators                               | UConn Huskies (Hockey East)      |
| 16 | Samuel Honzek (LK)       | Slovensko              | Calgary Flames                                    | Vancouver Giants (WHL)           |
| 17 | Axel Sandin Pellikka (O) | Švédsko                | Detroit Red Wings (od NY Islanders via Vancouver) | Skellefteå AIK (SHL)             |
| 18 | Colby Barlow (LK)        | Kanada                 | Winnipeg Jets                                     | Owen Sound Attack (OHL)          |
| 19 | Oliver Moore (C)         | Spojené státy americké | Chicago Blackhawks (od Tampy Bay)                 | USA NTDP (USHL)                  |
| 20 | Eduard Šalé (LK)         | Česko                  | Seattle Kraken                                    | HC Kometa Brno (ČHL)             |
| 21 | Charlie Stramel (C)      | Spojené státy americké | Minnesota Wild                                    | Wisconsin Badgers (Big Ten)      |
| 22 | Oliver Bonk (O)          | Kanada                 | Columbus Blue Jackets (od Los Angeles)            | London Knights (OHL)             |
| 23 | Gabe Perreault (PK)      | Spojené státy americké | New York Rangers                                  | USA NTDP (USHL)                  |
| 24 | Tanner Molendyk (O)      | Kanada                 | Nashville Predators (od Edmontonu)                | Saskatoon Blades (WHL)           |
| 25 | Otto Stenberg (C)        | Švédsko                | St. Louis Blues (od Toronta)                      | Frölunda HC (SHL)                |
| 26 | Quentin Musty (LK)       | Spojené státy americké | San Jose Sharks (od New Jersey)                   | Sudbury Wolves (OHL)             |
| 27 | Calum Ritchie (C)        | Kanada                 | Colorado Avalanche                                | Oshawa Generals (OHL)            |
| 28 | Easton Cowan (PK)        | Kanada                 | Toronto Maple Leafs (od Bostonu via Washington)   | London Knights (OHL)             |
| 29 | Theo Lindstein (O)       | Švédsko                | St. Louis Blues (od Dallasu via NY Rangers)       | Brynäs IF (SHL)                  |
| 30 | Bradley Nadeau (LK)      | Kanada                 | Carolina Hurricanes                               | Penticton Vees (BCHL)            |
| 31 | Michail Guljajev (O)     | Rusko                  | Colorado Avalanche (od Floridy via Montreal)      | Avangard Omsk (KHL)              |
| 32 | David Edström (C)        | Švédsko                | Vegas Golden Knights                              | Frolunda HC (J20 Nationell)      |

### Druhé kolo
| #  | Hráč                      | Národnost              | Tým NHL                                         | Studentský/juniorský/klubový tým  |
| -- | ------------------------- | ---------------------- | ----------------------------------------------- | --------------------------------- |
| 33 | Nico Myatovic (LK)        | Kanada                 | Anaheim Ducks                                   | Seattle Thunderbirds (WHL)        |
| 34 | Gavin Brindley (C)        | Spojené státy americké | Columbus Blue Jackets                           | Michigan Wolverines (Big Ten)     |
| 35 | Adam Gajan (G)            | Slovensko              | Chicago Blackhawks                              | Chippewa Steel (NAHL)             |
| 36 | Kasper Halttunen (PK)     | Finsko                 | San Jose Sharks                                 | HIFK (Liiga)                      |
| 37 | Ethan Gauthier (PK)       | Kanada                 | Tampa Bay Lightning (od Montrealu via Colorado) | Sherbrooke Phoenix (QMJHL)        |
| 38 | Michael Hrabal (G)        | Česko                  | Arizona Coyotes                                 | Omaha Lancers (USHL)              |
| 39 | Anton Wahlberg (C)        | Švédsko                | Buffalo Sabres (od Philadelphie)                | Malmö Redhawks (SHL)              |
| 40 | Andrew Cristall (LK)      | Kanada                 | Washington Capitals                             | Kelowna Rockets (WHL)             |
| 41 | Trey Augustine (G)        | Spojené státy americké | Detroit Red Wings                               | Michigan State Spartans (Big Ten) |
| 42 | Andrew Gibson (O)         | Kanada                 | Detroit Red Wings (od St. Louis)                | Sault Ste. Marie Greyhounds (OHL) |
| 43 | Felix Nilsson (C)         | Švédsko                | Nashville Predators (od Vancouveru via Detroit) | Rögle BK (J20 Nationell)          |
| 44 | Roman Kantserov (PK)      | Rusko                  | Chicago Blackhawks (od Ottawy)                  | Stalnye Lisy (MHL)                |
| 45 | Maxim Štrbák (O)          | Slovensko              | Buffalo Sabres                                  | Sioux Falls Stampede (USHL)       |
| 46 | Kalan Lind (LK)           | Kanada                 | Nashville Predators (od Pittsburghu)            | Red Deer Rebels (WHL)             |
| 47 | Brady Cleveland (O)       | Spojené státy americké | Detroit Red Wings (od Nashvillu)                | USA NTDP (USHL)                   |
| 48 | Etienne Morin (O)         | Kanada                 | Calgary Flames                                  | Moncton Wildcats (QMJHL)          |
| 49 | Danny Nelson (C)          | Spojené státy americké | New York Islanders                              | USA NTDP (USHL)                   |
| 50 | Carson Rehkopf (LK)       | Kanada                 | Seattle Kraken (od Winnipegu via Washington)    | Kitchener Rangers (OHL)           |
| 51 | Carson Bjarnason (G)      | Kanada                 | Philadelphia Flyers (od Tampy Bay via Chicago)  | Brandon Wheat Kings (WHL)         |
| 52 | Oscar Fisker Mølgaard (C) | Dánsko                 | Seattle Kraken                                  | HV71 (SHL)                        |
| 53 | Rasmus Kumpulainen (C)    | Finsko                 | Minnesota Wild                                  | Lahti Pelicans (U20 SM-sarja)     |
| 54 | Jakub Dvořák (O)          | Česko                  | Los Angeles Kings                               | Bílí Tygři Liberec (ČHL)          |
| 55 | Martin Mišiak (PK)        | Slovensko              | Chicago Blackhawks (od NY Rangers)              | Youngstown Phantoms (USHL)        |
| 56 | Beau Akey (O)             | Kanada                 | Edmonton Oilers                                 | Barrie Colts (OHL)                |
| 57 | Lukas Dragicevic (O)      | Kanada                 | Seattle Kraken (od Toronta)                     | Tri-City Americans (WHL)          |
| 58 | Lenni Hameenaho (PK)      | Finsko                 | New Jersey Devils                               | Poriin Ässät (Liiga)              |
| 59 | Carey Terrance (C)        | Spojené státy americké | Anaheim Ducks (od Colorada)                     | Erie Otters (OHL)                 |
| 60 | Damian Clara (G)          | Itálie                 | Anaheim Ducks (od Bostonu)                      | Färjestad BK (J20 Nationell)      |
| 61 | Tristan Bertucci (O)      | Kanada                 | Dallas Stars                                    | Flint Firebirds (OHL)             |
| 62 | Felix Unger Sorum (PK)    | Švédsko                | Carolina Hurricanes                             | Leksands IF (J20 Nationell)       |
| 63 | Gracyn Sawchyn (C)        | Kanada                 | Florida Panthers                                | Seattle Thunderbirds (WHL)        |
| 64 | Riley Heidt (C)           | Kanada                 | Minnesota Wild (od Vegas via Buffalo)           | Prince George Cougars (WHL)       |

### Třetí kolo
| #  | Hráč                    | Národnost              | Tým NHL                                                               | Studentský/juniorský/klubový tým    |
| -- | ----------------------- | ---------------------- | --------------------------------------------------------------------- | ----------------------------------- |
| 65 | Coulson Pitre (PK)      | Kanada                 | Anaheim Ducks                                                         | Flint Firebirds (OHL)               |
| 66 | William Whitelaw (PK)   | Spojené státy americké | Columbus Blue Jackets                                                 | Youngstown Phantoms (USHL)          |
| 67 | Nick Lardis (LK)        | Kanada                 | Chicago Blackhawks                                                    | Hamilton Bulldogs (OHL)             |
| 68 | Jesse Kiiskinen (PK)    | Finsko                 | Nashville Predators (od San Jose)                                     | Lahti Pelicans (U20 SM-sarja)       |
| 69 | Jacob Fowler (G)        | Spojené státy americké | Montreal Canadiens                                                    | Youngstown Phantoms (USHL)          |
| 70 | Jonathan Castagna (C)   | Kanada                 | Arizona Coyotes                                                       | St. Andrew's Saints (CAHS)          |
| 71 | Brandon Svoboda (C)     | Spojené státy americké | San Jose Sharks (od Philadelphie via Carolina)                        | Youngstown Phantoms (USHL)          |
| 72 | Noel Nordh (LK)         | Švédsko                | Arizona Coyotes (od Washingtonu)                                      | Brynäs IF (J20 Nationell)           |
| 73 | Noah Dower Nilsson (LK) | Švédsko                | Detroit Red Wings                                                     | Frölunda HC (J20 Nationell)         |
| 74 | Quinton Burns           | Kanada                 | St. Louis Blues                                                       | Kingston Frontenacs (OHL)           |
| 75 | Hunter Brzustewicz (O)  | Spojené státy americké | Vancouver Canucks                                                     | Kitchener Rangers (OHL)             |
| 76 | Juraj Pekarčik (LK)     | Slovensko              | St. Louis Blues (od Ottawy via Toronto)                               | HK Nitra (SHL                       |
| 77 | Mathieu Cataford (C)    | Kanada                 | Vegas Golden Knights (od Buffala)                                     | Halifax Mooseheads (QMJHL)          |
| 78 | Koehn Ziemmer (PK)      | Kanada                 | Los Angeles Kings (od Pittsburghu)                                    | Prince George Cougars (WHL)         |
| 79 | Brad Gardiner (C)       | Kanada                 | Dallas Stars (od Nashvillu)                                           | Ottawa 67's (OHL)                   |
| 80 | Aydar Suniev (LK)       | Rusko                  | Columbus Blue Jackets (od Calgary via Seattle, Columbus a New Jersey) | Penticton Vees (BCHL)               |
| 81 | Tanner Ludtke (C)       | Spojené státy americké | Arizona Coyotes (od NY Islanders)                                     | Lincoln Stars (USHL)                |
| 82 | Zach Nehring (PK)       | Spojené státy americké | Winnipeg Jets                                                         | Shattuck-Saint Mary's Sabres (USHS) |
| 83 | Dylan Mackinnon (O)     | Kanada                 | Nashville Predators (od Tampy Bay)                                    | Halifax Mooseheads (QMJHL)          |
| 84 | Caden Price (O)         | Kanada                 | Seattle Kraken                                                        | Kelowna Rockets (WHL)               |
| 85 | Yegor Sidorov (PK)      | Bělorusko              | Anaheim Ducks (od Minnesoty)                                          | Saskatoon Blades (WHL)              |
| 86 | Gavin McCarthy (O)      | Spojené státy americké | Buffalo Sabres (od Los Angeles)                                       | Muskegon Lumberjacks (USHL)         |
| 87 | Egor Zavragin (G)       | Rusko                  | Philadelphia Flyers (od NY Rangers)                                   | Mamonty Jugry (MHL)                 |
| 88 | Vadim Morot (PK)        | Bělorusko              | Arizona Coyotes (od Edmontonu)                                        | Dinamo Minsk (KHL)                  |
| 89 | Sawyer Mynio (O)        | Kanada                 | Vancouver Canucks (od Toronta)                                        | Seattle Thunderbirds (WHL)          |
| 90 | Drew Fortescue (O)      | Spojené státy americké | New York Rangers (od New Jersey via Pittsburgh)                       | Boston College Eagles (Hockey East) |
| 91 | Emil Pieniniemi (O)     | Finsko                 | Pittsburgh Penguins (od Colorada via NY Rangers)                      | Oulun Kärpät (Liiga)                |
| 92 | Christopher Pelosi (C)  | Spojené státy americké | Boston Bruins                                                         | Sioux Falls Stampede (USHL)         |
| 93 | Jiří Felcman (C)        | Česko                  | Chicago Blackhawks (od Dallasu via Arizonu)                           | Langnau U20 (U20-Elit)              |
| 94 | Jayden Perron (PK)      | Kanada                 | Carolina Hurricanes (od Caroliny via San Jose)                        | Chicago Steel (USHL)                |
| 95 | Denver Barkey (C)       | Kanada                 | Philadelphia Flyers (from Floridy)                                    | London Knights (OHL)                |
| 96 | Arttu Karki (O)         | Finsko                 | Vegas Golden Knights                                                  | Tappara (U20 SM-sarja)              |

### Čtvrté kolo
| #   | Hráč                    | Národnost              | Tým NHL                                          | Studentský/juniorský/klubový tým |
| --- | ----------------------- | ---------------------- | ------------------------------------------------ | -------------------------------- |
| 97  | Konnor Smith (O)        | Kanada                 | Anaheim Ducks                                    | Peterborough Petes (OHL)         |
| 98  | Andrew Strathmann (O)   | Spojené státy americké | Columbus Blue Jackets                            | Youngstown Phantoms (USHL)       |
| 99  | Alex Pharand (C)        | Kanada                 | Chicago Blackhawks                               | Sudbury Wolves (OHL)             |
| 100 | Alexander Rykov (PK)    | Rusko                  | Carolina Hurricanes (od San Jose)                | Čelmet Čeljabinsk (VHL)          |
| 101 | Florian Xhekaj (LK)     | Kanada                 | Montreal Canadiens                               | Hamilton Bulldogs (OHL)          |
| 102 | Terrell Goldsmith (O)   | Kanada                 | Arizona Coyotes                                  | Prince Albert Raiders (WHL)      |
| 103 | Cole Knuble (C)         | Spojené státy americké | Philadelphia Flyers                              | Fargo Force (USHL)               |
| 104 | Patrick Thomas (C)      | Kanada                 | Washington Capitals                              | Hamilton Bulldogs (OHL)          |
| 105 | Ty Mueller (C)          | Kanada                 | Vancouver Canucks (od Detroitu)                  | Omaha Mavericks (NCHC)           |
| 106 | Jakub Štancl (C)        | Česko                  | St. Louis Blues                                  | Växjö Lakers (J20 Nationell)     |
| 107 | Vilmer Alriksson (LK)   | Švédsko                | Vancouver Canucks                                | Djurgårdens IF (J20 Nationell)   |
| 108 | Hoyt Stanley (O)        | Kanada                 | Ottawa Senators                                  | Victoria Grizzlies (BCHL)        |
| 109 | Ethan Miedema (LK)      | Kanada                 | Buffalo Sabres                                   | Kingston Frontenacs (OHL)        |
| 110 | Bogdan Konjuškov (O)    | Rusko                  | Montreal Canadiens (od Pittsburghu)              | Torpedo Nižnij Novgorod (KHL)    |
| 111 | Joey Willis (C)         | Spojené státy americké | Nashville Predators                              | Saginaw Spirit (OHL)             |
| 112 | Jaden Lipinski (C)      | Spojené státy americké | Calgary Flames                                   | Vancouver Giants (WHL)           |
| 113 | Jesse Nurmi (LK)        | Finsko                 | New York Islanders                               | KooKoo (Liiga)                   |
| 114 | Luca Pinelli (C)        | Kanada                 | Columbus Blue Jackets (od Winnipegu via Seattle) | Ottawa 67's (OHL)                |
| 115 | Jayson Shaugabay (PK)   | Spojené státy americké | Tampa Bay Lightning (od Tampy Bay via Nashville) | Green Bay Gamblers (USHL)        |
| 116 | Andrej Loško (C)        | Bělorusko              | Seattle Kraken                                   | Chicoutimi Saguenéens (QMJHL)    |
| 117 | Larry Keenan (O)        | Kanada                 | Detroit Red Wings (od Minnesoty)                 | Culver Academy Eagles (USHS)     |
| 118 | Hampton Slukynsky (G)   | Spojené státy americké | Los Angeles Kings                                | USA NTDP (USHL)                  |
| 119 | Matthew Perkins (C)     | Kanada                 | Vancouver Canucks (od NY Rangers)                | Youngstown Phantoms (USHL)       |
| 120 | Alex Čiernik (LK)       | Slovensko              | Philadelphia Flyers (od Edmontonu)               | Södertälje SK (Allsv)            |
| 121 | Juha Jatkola (G)        | Finsko                 | Nashville Predators (od Toronta)                 | KalPa (Liiga)                    |
| 122 | Cam Squires (PK)        | Kanada                 | New Jersey Devils                                | Cape Breton Eagles (QMJHL)       |
| 123 | Luca Cagnoni (O)        | Kanada                 | Seattle Kraken (od Colorada)                     | Portland Winterhawks (WHL)       |
| 124 | Beckett Hendrickson (C) | Spojené státy americké | Boston Bruins                                    | USA NTDP (USHL)                  |
| 125 | Aram Minnetian (O)      | Spojené státy americké | Dallas Stars                                     | USA NTDP (USHL)                  |
| 126 | Stanislav Jarovoj (PK)  | Rusko                  | Carolina Hurricanes                              | HK Viťaz (KHL)                   |
| 127 | Albert Wikman (O)       | Švédsko                | Florida Panthers                                 | Färjestad BK (J20 Nationell)     |
| 128 | Quentin Miller (G)      | Kanada                 | Montreal Canadiens (od Vegas)                    | Quebec Remparts (QMJHL)          |

### Páté kolo
| #   | Hráč                       | Národnost              | Tým NHL                                          | Studentský/juniorský/klubový tým |
| --- | -------------------------- | ---------------------- | ------------------------------------------------ | -------------------------------- |
| 129 | Rodwin Dionicio (O)        | Švýcarsko              | Anaheim Ducks                                    | Niagara IceDogs (OHL)            |
| 130 | Axel Landén (O)            | Švédsko                | San Jose Sharks (od Columbusu)                   | HV71 (J20 Nationell)             |
| 131 | Marcel Marcel (LK)         | Česko                  | Chicago Blackhawks                               | Gatineau Olympiques (QMJHL)      |
| 132 | Eric Pohlkamp (O)          | Spojené státy americké | San Jose Sharks                                  | Cedar Rapids RoughRiders (USHL)  |
| 133 | Sam Harris (LK)            | Spojené státy americké | Montreal Canadiens                               | Sioux Falls Stampede (USHL)      |
| 134 | Melker Thelin (G)          | Švédsko                | Arizona Coyotes                                  | Tegs SK (Hockeyettan)            |
| 135 | Carter Sotheran (O)        | Kanada                 | Philadelphia Flyers                              | Portland Winterhawks (WHL)       |
| 136 | Cameron Allen (O)          | Kanada                 | Washington Capitals                              | Guelph Storm (OHL)               |
| 137 | Jack Phelan (O)            | Spojené státy americké | Detroit Red Wings                                | Sioux Falls Stampede (USHL)      |
| 138 | Paul Fischer (O)           | Spojené státy americké | St. Louis Blues                                  | USA NTDP (USHL)                  |
| 139 | Charles-Alexis Legault (O) | Kanada                 | Carolina Hurricanes (od Vancouveru)              | West Kelowna Warriors (BCHL)     |
| 140 | Matthew Andonovski (O)     | Kanada                 | Ottawa Senators                                  | Kitchener Rangers (OHL)          |
| 141 | Scott Ratzlaff (G)         | Kanada                 | Buffalo Sabres                                   | Seattle Thunderbirds (WHL)       |
| 142 | Mikhail Iljin (PK)         | Rusko                  | Pittsburgh Penguins                              | Almaz Čerepovec (MHL)            |
| 143 | Sutter Muzzatti (C)        | Spojené státy americké | Nashville Predators                              | RPI Engineer (ECAC)              |
| 144 | Jevgenij Volokin (G)       | Rusko                  | Montreal Canadiens (od Calgary)                  | Mamonty Jugry (MHL)              |
| 145 | Justin Gill (C)            | Kanada                 | New York Islanders                               | Sherbrooke Phoenix (QMJHL)       |
| 146 | Jacob Julien (C)           | Kanada                 | Winnipeg Jets                                    | London Knights (OHL)             |
| 147 | Kevin Bicker (LK)          | Německo                | Detroit Red Wings (od Tampy Bay via Nashville)   | Jungadler Mannheim (DNL U20)     |
| 148 | Kaden Hammell (O)          | Kanada                 | Seattle Kraken                                   | Everett Silvertips (WHL)         |
| 149 | Aaron Pionk (O)            | Spojené státy americké | Minnesota Wild                                   | Waterloo Black Hawks (USHL)      |
| 150 | Matthew Mania (O)          | Spojené státy americké | Los Angeles Kings                                | Sudbury Wolves (OHL)             |
| 151 | Thomas Milic (G)           | Kanada                 | Winnipeg Jets (od NY Rangers)                    | Seattle Thunderbirds (WHL)       |
| 152 | Rasmus Larsson (O)         | Švédsko                | New York Rangers (od Edmontonu)                  | Västerås IK (J20 Nationell)      |
| 153 | Hudson Malinoski (C)       | Kanada                 | Toronto Maple Leafs                              | Brooks Bandits (AJHL)            |
| 154 | Chase Cheslock (O)         | Spojené státy americké | New Jersey Devils                                | Omaha Lancers (USHL)             |
| 155 | Nikita Išimnikov (O)       | Rusko                  | Colorado Avalanche                               | Avto Jekatěrinburg (MHL)         |
| 156 | Melvin Strahl (G)          | Švédsko                | Columbus Blue Jackets (od Bostonu via Minnesota) | Modo Hockey (J20 Nationell)      |
| 157 | Arno Tiefensee (G)         | Německo                | Dallas Stars                                     | Adler Mannheim (DEL)             |
| 158 | Ruslan Khažejev (G)        | Rusko                  | Carolina Hurricanes                              | Belye Medvedi Čeljabinsk (MHL)   |
| 159 | Olof Glifford (G)          | Švédsko                | Florida Panthers                                 | HV71 (J20 Nationell)             |
| 160 | Justin Kipkie (O)          | Kanada                 | Arizona Coyotes (od Vegas)                       | Victoria Royals (WHL)            |

### Šesté kolo
| #   | Hráč                 | Národnost              | Tým NHL                              | Studentský/juniorský/klubový tým        |
| --- | -------------------- | ---------------------- | ------------------------------------ | --------------------------------------- |
| 161 | Vojtěch Port (O)     | Česko                  | Anaheim Ducks                        | Edmonton Oil Kings (WHL)                |
| 162 | Samu Bau (C)         | Finsko                 | Arizona Coyotes (od Columbusu)       | Ilves (Liiga)                           |
| 163 | Timur Muchanov (LK)  | Rusko                  | Carolina Hurricanes (od Chicaga)     | Omskie Krylia (VHL)                     |
| 164 | Cole Brown (LK)      | Kanada                 | New Jersey Devils (od San Jose)      | Hamilton Bulldogs (OHL)                 |
| 165 | Filip Eriksson (C)   | Švédsko                | Montreal Canadiens                   | Växjö Lakers (J20 Nationell)            |
| 166 | Carsen Musser (G)    | Spojené státy americké | Arizona Coyotes                      | USA NTDP (USHL)                         |
| 167 | Milton Oscarson (C)  | Švédsko                | Chicago Blackhawks (od Philadelphie) | Örebro HK (SHL)                         |
| 168 | Visa Vedenpaa (G)    | Finsko                 | Seattle Kraken (od Washingtonu)      | Oulun Karpat (U20 SM-sarja)             |
| 169 | Rudy Guimond (G)     | Spojené státy americké | Detroit Red Wings                    | Taft School Rhinos (USHS)               |
| 170 | Matthew Mayich (O)   | Kanada                 | St. Louis Blues                      | Ottawa 67's (OHL)                       |
| 171 | Aiden Celebrini (O)  | Kanada                 | Vancouver Canucks                    | Brooks Bandits (AJHL)                   |
| 172 | Ryan MacPherson (C)  | Kanada                 | Philadelphia Flyers (od Ottawy)      | Leamington Flyers (GOJHL)               |
| 173 | Sean Keohane (O)     | Spojené státy americké | Buffalo Sabres                       | Dexter Southfield School Shields (USHS) |
| 174 | Cooper Foster (C)    | Kanada                 | Pittsburgh Penguins                  | Ottawa 67's (OHL)                       |
| 175 | Austin Roest (C)     | Kanada                 | Nashville Predators                  | Everett Silvertips (WHL)                |
| 176 | Jegor Jegorov (G)    | Rusko                  | Calgary Flames                       | MHC Dynamo Moskva (MHL)                 |
| 177 | Zachary Schultz (O)  | Spojené státy americké | New York Islanders                   | USA NTDP (USHL)                         |
| 178 | Dylan Roobroeck (C)  | Kanada                 | New York Rangers (od Winnipegu)      | Oshawa Generals (OHL)                   |
| 179 | Warren Clark (O)     | Kanada                 | Tampa Bay Lightning                  | Steinbach Pistons (MJHL)                |
| 180 | Zeb Forsfjall (C)    | Švédsko                | Seattle Kraken                       | Skellefteå AIK (SHL)                    |
| 181 | Kalem Parker         | Kanada                 | Minnesota Wild                       | Victoria Royals (WHL)                   |
| 182 | Ryan Conmy (PK)      | Spojené státy americké | Los Angeles Kings                    | Sioux City Musketeers (USHL)            |
| 183 | Ty Henricks (LK)     | Spojené státy americké | New York Rangers                     | Fargo Force (USHL)                      |
| 184 | Nathaniel Day (G)    | Kanada                 | Edmonton Oilers                      | Flint Firebirds (OHL)                   |
| 185 | Noah Chadwick (O)    | Kanada                 | Toronto Maple Leafs                  | Lethbridge Hurricanes (WHL)             |
| 186 | Danil Karpovič (O)   | Bělorusko              | New Jersey Devils                    | Avto Jekatěrinburg (MHL)                |
| 187 | Jeremy Hanzel (O)    | Kanada                 | Colorado Avalanche                   | Seattle Thunderbirds (WHL)              |
| 188 | Ryan Walsh (C)       | Spojené státy americké | Boston Bruins                        | Cedar Rapids RoughRiders (USHL)         |
| 189 | Angus MacDonell (C)  | Kanada                 | Dallas Stars                         | Mississauga Steelheads (OHL)            |
| 190 | Michael Emerson (PK) | Spojené státy americké | Carolina Hurricanes                  | Chicago Steel (USHL)                    |
| 191 | Luke Coughlin (O)    | Kanada                 | Florida Panthers                     | Rimouski Océanic (QMJHL)                |
| 192 | Tuomas Uronen (PK)   | Finsko                 | Vegas Golden Knights                 | HIFK (U20 SM-sarja)                     |

### Sedmé kolo
| #   | Hráč                     | Národnost              | Tým NHL                                          | Studentský/juniorský/klubový tým   |
| --- | ------------------------ | ---------------------- | ------------------------------------------------ | ---------------------------------- |
| 193 | Jack Harvey (C)          | Spojené státy americké | Tampa Bay Lightning (od Anaheimu)                | Chicago Steel (USHL)               |
| 194 | Oiva Keskinen (C)        | Finsko                 | Columbus Blue Jackets                            | Tappara (U20 SM-sarja)             |
| 195 | Janne Peltonen (O)       | Finsko                 | Chicago Blackhawks                               | Oulun Karpat (U20 SM-sarja)        |
| 196 | David Klee (C)           | Spojené státy americké | San Jose Sharks                                  | Waterloo Black Hawks (USHL)        |
| 197 | Luke Mittelstadt (O)     | Spojené státy americké | Montreal Canadiens                               | Minnesota Golden Gophers (Big Ten) |
| 198 | Stepan Zvyjagin (LK)     | Rusko                  | Florida Panthers (od Arizony)                    | Dinamo Minsk (KHL)                 |
| 199 | Matteo Mann (O)          | Kanada                 | Philadelphia Flyers                              | Chicoutimi Sagueneens (QMJHL)      |
| 200 | Brett Hyland (C)         | Kanada                 | Washington Capitals                              | Brandon Wheat Kings (WHL)          |
| 201 | Emmitt Finnie (C)        | Kanada                 | Detroit Red Wings                                | Kamloops Blazers (WHL)             |
| 202 | Nikita Susujev (PK)      | Rusko                  | St. Louis Blues                                  | Chimik Voskresensk (VHL)           |
| 203 | Jegor Rimaševskij        | Rusko                  | San Jose Sharks (od Vancouveru via Arizona)      | MHC Dynamo Moksva (MHL)            |
| 204 | Owen Beckner (C)         | Kanada                 | Ottawa Senators                                  | Salmon Arm Silverbacks (BCHL)      |
| 205 | Norwin Panocha (O)       | Německo                | Buffalo Sabres                                   | Eisbären Berlín (DEL)              |
| 206 | Antoine Keller (G)       | Francie                | Wasington Capitals (od Pittsburghu via San Jose) | Servette Ženeva (U20-Elit)         |
| 207 | Vladimir Nikitin (G)     | Kazachstán             | Ottawa Senators (od Nashvillu)                   | Barys Astana (Kazakhstan U20)      |
| 208 | Axel Hurtig (O)          | Švédsko                | Calgary Flames                                   | Rögle BK (J20 Nationell)           |
| 209 | Dennis Good Bogg (O)     | Švédsko                | New York Islanders                               | AIK IF (J20 Nationell)             |
| 210 | Connor Levis (PK)        | Kanada                 | Winnipeg Jets                                    | Kamloops Blazers (WHL)             |
| 211 | Ethan Hay (C)            | Kanada                 | Tampa Bay Lightning                              | Flint Firebirds (OHL)              |
| 212 | Zaccharya Wisdom (PK)    | Kanada                 | Seattle Kraken                                   | Cedar Rapids RoughRiders (USHL)    |
| 213 | James Clark (LK)         | Spojené státy americké | Minnesota Wild                                   | Green Bay Gamblers (USHL)          |
| 214 | Casper Nassen (PK)       | Švédsko                | Boston Bruins (od Los Angeles)                   | Västerås IK (J20 Nationell)        |
| 215 | Nicholas Vantassell (PK) | Spojené státy americké | Ottawa Senators (od NY Rangers)                  | Green Bay Gamblers (USHL)          |
| 216 | Matt Copponi (C)         | Spojené státy americké | Edmonton Oilers                                  | Merrimack Warriors (Hockey East)   |
| 217 | Emil Jarventie (LK)      | Finsko                 | Pittsburgh Penguins (od Toronta)                 | Ilves (Liiga)                      |
| 218 | Aiden Fink (PK)          | Kanada                 | Nashville Predators (od New Jersey)              | Brooks Bandits (AJHL)              |
| 219 | Maroš Jedlička (C)       | Slovensko              | Colorado Avalanche                               | HKM Zvolen (SLH)                   |
| 220 | Kristian Kostadinski (O) | Švédsko                | Boston Bruins                                    | Frölunda HC (J20 Nationell)        |
| 221 | Sebastian Bradshaw (LK)  | Kanada                 | Dallas Stars                                     | Elite Hockey Academy (18U AAA)     |
| 222 | Jegor Velmakin (G)       | Rusko                  | Carolina Hurricanes                              | Buran Voroněž (VHL)                |
| 223 | Kalle Kangas (O)         | Finsko                 | Pittsburgh Penguins (od Floridy)                 | Jokerit (U20 SM-sarja)             |
| 224 | Tyler Peddle (LK)        | Kanada                 | Columbus Blue Jackets (od Vegas)                 | Drummondville Voltigeurs (QMJHL)   |

## Draftovaní hráči na základě národnosti
| Pozice | Země                   | Počet hráčů | Procentuálně | Nejlepší hráč              |
|        | Severní Amerika        | 136         | 60.7%        |                            |
| ------ | ---------------------- | ----------- | ------------ | -------------------------- |
| 1      | Kanada                 | 86          | 38.3%        | Connor Bedard, 1.          |
| 2      | Spojené státy americké | 50          | 22.3%        | Will Smith, 4.             |
|        | Evropa                 | 87          | 38.8%        |                            |
| 3      | Švédsko                | 25          | 11.2%        | Leo Carlsson, 2.           |
| 4      | Rusko                  | 20          | 8.9%         | Dmitrij Simašev, 6.        |
| 5      | Finsko                 | 15          | 6.7%         | Kasper Halttunen, 36.      |
| 6      | Slovensko              | 8           | 3.6%         | Dalibor Dvorský, 10.       |
| 7      | Česko                  | 7           | 3.1%         | Eduard Šalé, 20.           |
| 8      | Bělorusko              | 4           | 1.8%         | Jegor Sidorov, 85.         |
| 9      | Německo                | 3           | 1.3%         | Kevin Bicker, 147.         |
| 10     | Rakousko               | 1           | 0.4%         | David Reinbacher, 5.       |
| 10     | Dánsko                 | 1           | 0.4%         | Oscar Fisker Mølgaard, 52. |
| 10     | Itálie                 | 1           | 0.4%         | Damian Clara, 60.          |
| 10     | Švýcarsko              | 1           | 0.4%         | Rodwin Dionicio, 129.      |
| 10     | Francie                | 1           | 0.4%         | Antoine Keller, 206.       |
|        | Asie                   | 1           | 0.4%         |                            |
| 10     | Kazachstán             | 1           | 0.4%         | Vladimir Nikitin, 207.     |